# Georges Eugène Haussmann

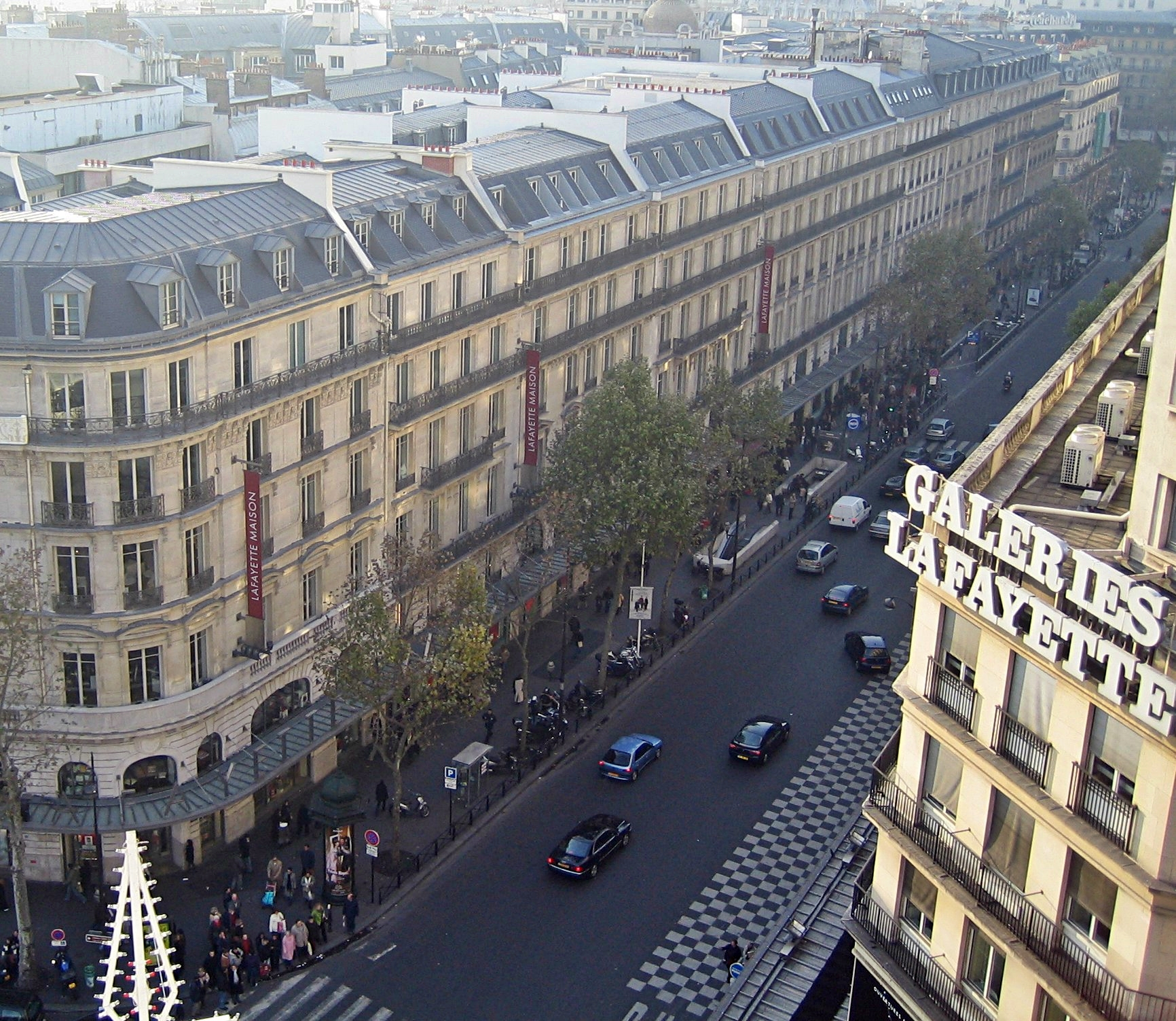
Boulevard Haussmann, París

Georges Eugène Haussmann, també conegut com a baró Haussmann, (París, 27 de març de 1809 - París, 11 de gener de 1891) fou un polític francès, prefecte del Sena entre el 23 de juny de 1853 i el 5 de gener de 1870. Sota aquest càrrec, dirigí les transformacions de París sota el Segon Imperi elaborant un vast pla de renovació.

## Infantesa i carrera fins al Segon Imperi
Nascut a París el 27 de març de 1809 al 55 de la rue du Faubourg-Saint-Honoré, al quartier Beaujon, a una casa que no dubtà de fer enderrocar, és el fill de Nicolas-Valentin Haussmann (1787-1876), protestant, comissari de guerra i intendent militar de Napoleó I i d'Ève-Marie-Henriette-Caroline Dentzel (filla del general i diputat de la Convenció Dentzel, baró de l'Imperi) i el net de Nicolas Haussmann (1759-1847), diputat de l'Assemblea Legislativa i de la Convenció, administrador del departament del Seine-et-Oise, comissari dels exèrcits.
Cursà els seus estudis al Lycée Henri IV i al Lycée Condorcet a París. Després començà els estudis de Dret, seguit dels de música al Conservatoire de Paris.
Es casà el 17 d'octubre de 1838 a Bordeus amb Louise Octavie de Laharpe, protestant com ell. Tingueren dues filles: Henriette, que es casà el 1860 amb el banquer Camille Dollfus, i Valentine, que es casà el 1865 amb el vescomte Maurice Pernéty, cap de gabinet del prefecte del Sena després.
El 21 de maig de 1831, fou nomenat secretari general de la prefectura de Vienne a Poitiers, i posteriorment sotsprefecte d'Yssingeaux, el 15 de juny de 1832.
Va ser de manera successiva sotsprefecte del Lot-et-Garonne a Nérac (el 9 d'octubre de 1832), de l'Arieja a Sent Gironç (el 19 de febrer de 1840), de la Gironde a Blaye (el 23 de novembre de 1841), després prefecte de Var (el 24 de gener de 1849), i finalment del Yonne (15 maig de 1850).
Presentat a Napoleó III per Victor de Persigny, ministre de l'Interior, esdevingué prefecte del Sena el 22 de juny de 1853, succeint així a Jean-Jacques Berger i a Rambuteau.

## La transformació de París

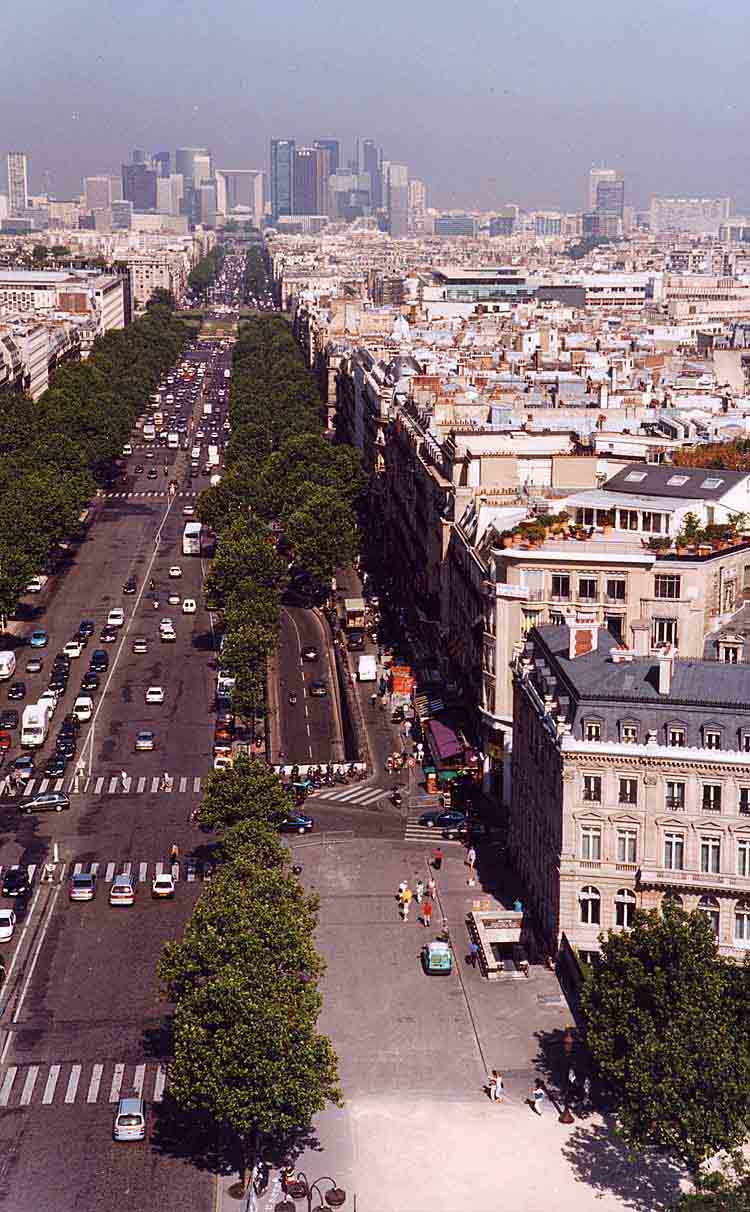
Avinguda de la Grande-Armée

A mitjan segle xix París presentava si fa no fa el mateix aspecte que a l'edat mitjana: els carrers encara eren obacs, estrets i insalubres. Durant la seva estada a Anglaterra (1846-1848), Napoleó III havia restat fortament impressionat per Londres: és veritat que la reconstrucció de la capital anglesa en resposta a l'incendi de 1666 havia fet d'aquesta ciutat una referència en matèria d'higiene i d'urbanisme; i l'emperador volia fer de París una ciutat tan prestigiosa com Londres; serà el tret de sortida de l'acció del nou prefecte.
La idea oficial dels treballs va ser una millor circulació de l'aire i dels homes, adient-se amb les teories higienistes, heretades de les «Llums» i aleshores en ple desenvolupament, però també en reacció a l'epidèmia de còlera de 1832. Un altre objectiu, menys reconegut, era de dominar eventuals aixecaments populars, en record dels de 1830 i 1848 i l' especulació immobiliària. Aquesta campanya fou titulada «París embellida, París ampliada, París sanejada».
Haussmann tenia l'obsessió de la línia recta, el que s'ha anomenat el «culte a l'eix» al segle xvii. Per això, no dubtà a amputar espais estructurants com el jardin du Luxembourg però també per enderrocar certs edificis com el mercat dels Innocents o l'església de Saint-Benoit. Dels passeigs i avingudes travessen de la place de la Nation a la place de l'Étoile, de la Gare de Paris-Est a l'Observatori. Haussmann dona igualment als Champs-Élysées la seva cara d'avui.
Amb l'objectiu de millorar la higiene, per una qualitat millor de l'aire, seguint les recomanacions del seu predecessor el prefecte Rambuteau, condiciona un cert nombre de parcs i jardins: així són creats, a més a més de nombroses places, el parc Montsouris o fins i tot el parc des Buttes-Chaumont. Altres espais ja existents són transformats i passen a ser espais verds (és el cas dels boscos de Vincennes i Boulogne).
Els reglaments imposen normes molt estrictes pel que fa a l'alçada i a l'estil arquitectural dels edificis. Els immobles s'assemblen tots: és l'estètica racional.
Per tal de donar valor els monuments nous o antics, posa en escena vastes perspectives en forma d'avingudes o vastes places. L'exemple més representatiu n'és la place de l'Étoile d'on en surten dotze avingudes de les que la més cèlebre de totes és: l'avinguda dels Champs-Élysées. Desitja també crear esglésies, per tal d'influenciar la població sobre els progressos de la industrialització. Ja que en aquesta època l'església i l'Estat estan molt vinculats.
Crea en paral·lel, amb l'enginyer Eugène Belgrand, circuits d'adducció d'aigua i una xarxa moderna de clavegueres, després engega la construcció de teatres (Théâtre de la Ville i Théâtre du Châtelet), així com d'estacions (Gare de Paris-Lyon i Gare de Paris-Est).
Municipis limítrofs de París, com a La Chapelle, Montmartre, Auteuil o fins i tot Passy-lès-Paris, van ser annexats a la capital. Aquesta transformació té un cost molt elevat, ja que Napoleó III subscriu un préstec de 250 milions de francs el 1865, i un altre de 260 milions de francs el 1869. En total, es considera que els treballs del baró Haussmann han modificat París un 60%.
Haussmann ha sabut també propagar el seu coneixement a les diferents regions franceses sota el Segon Imperi i el començament de la Tercera República. Les ciutats més influenciades són Rouen que, amb la seva transformació perdrà més de 500 cases i dues esglésies, però també Bordeus, Tolosa de Llenguadoc, Avignon, Toló, Lió i Marsella que és una de les ciutats de les que la fisonomia ha canviat més.

## Honors i crítiques

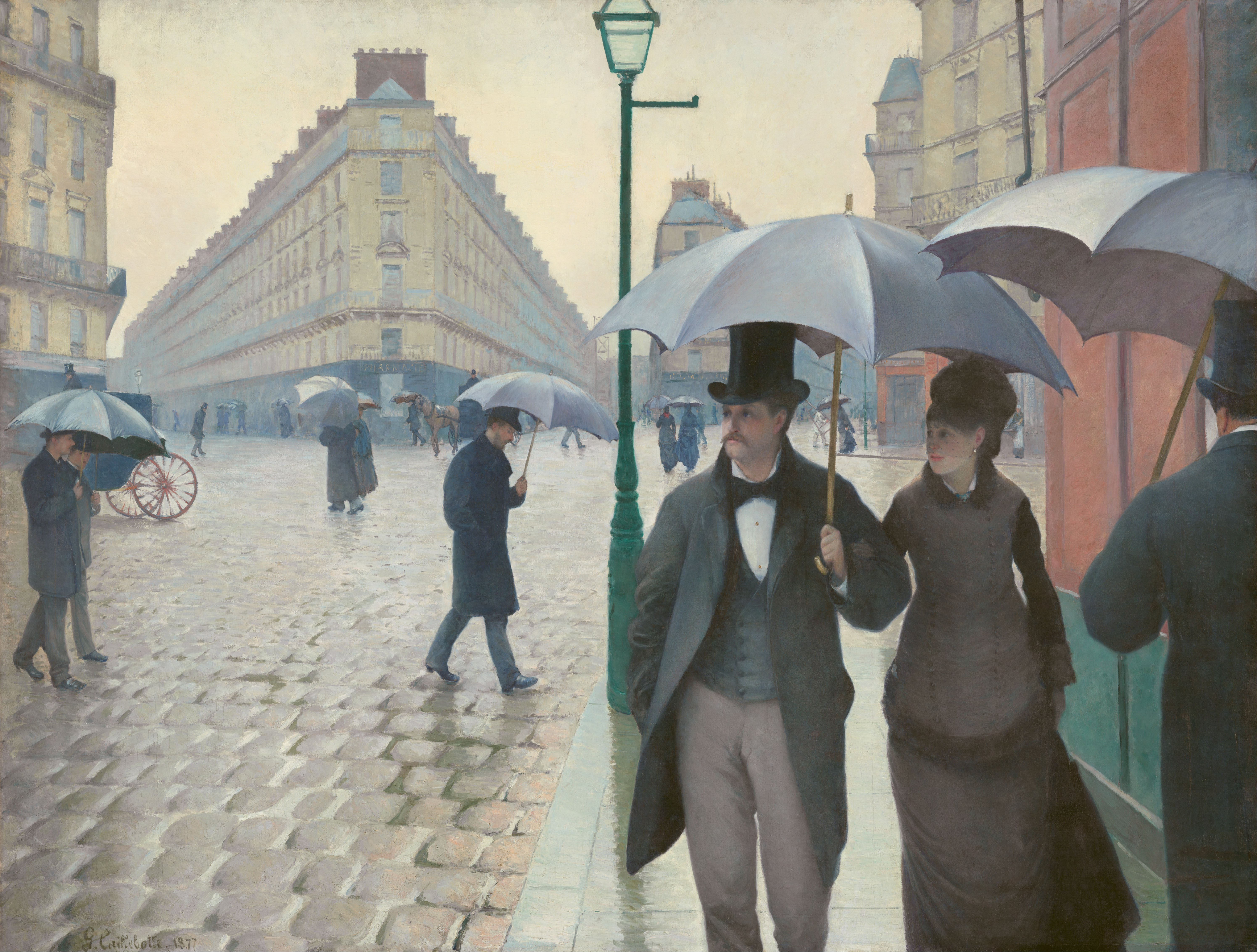
Rue de Paris, temps de pluie (1877) de Gustave Caillebotte

La seva activitat al servei de la transformació de París li permeté accedir a la funció de senador el 1857, de membre de l'Acadèmia de les Belles Arts el 1867 i de cavaller de la Legió d'honor el 1847, després grand-officier el 1856 i finalment grand-croix.
El seu títol de baró ha estat discutit. Com s'explica a les seves Memòries, emprà aquest títol després de la seva elevació al Senat el 1857, en virtut d'un decret de Napoleó Bonaparte que atorgava aquest títol a tots els senadors. Hauria refusat, d'entrada, el títol de duc proposat per Napoleó III. El Dictionnaire du Second Empire, tanmateix, estima que Haussmann emprava aquest títol basant-se, de manera abusiva, en l'absència de descendència masculina del seu avi matern, Georges Frédéric baró Dentzel.
La seva obra no continua per això sent menys discutida a causa dels sacrificis que ha comportat; a més a més, els mètodes emprats no es carreguen de principis democràtics i les maniobres financeres són força dubtoses: aquest aspecte ha estat particularment ben descrit per Émile Zola a la seva novel·la La Curée.
Les noves lleis d'expropiació comportaran més tard nombroses discussions i empenyeran a la fallida nombrosos petits propietaris que han vist destruïts els seus béns. En paral·lel, els nous reglaments imposen construccions d'un nivell de standing elevat. D'això en resulta una forta especulació immobiliària que exclou de facto les classes menys benestants de la societat parisenca.
Una part de la població manifesta el seu descontentament. El 1867, en Haussmann és interpel·lat pel diputat Ernest Picard. Els debats agitats que el personatge suscita al si del Parlament comporten un control més estricte dels treballs, que havia evitat hàbilment fins aleshores. Jules Ferry redacta el mateix any un tríptic titulat: «Els Comptes fantàstics d'Haussmann», per al·lusió a Els contes de Hoffmann. Se l'acusa, equivocadament, d'enriquiment personal.
Haussmann, que esperava d'entrar al govern per posar en obra les seves idees a escala del territori nacional, és destituït del seu poder pel nou gabinet d'Émile Ollivier el 5 de gener de 1870, alguns mesos abans de la caiguda de Napoleó III. El seu successor és Léon Say, però Belgrand i sobretot Alphand conserven un paper preponderant i prossegueixen l'obra d'Haussmann.
Després de viure retirat durant alguns anys a Cestas prop de Bordeus, Haussmann tornà a la vida pública com a diputat de Còrsega de 1877 a 1881. Resta bonapartista malgrat la tornada de la República. Consagrà la fi de la seva vida a la redacció de les seves Memòries (1890-1891), un document important per a la història de l'urbanisme de París.
Haussmann morí l'11 de gener de 1891. Està enterrat al cementiri del Père-Lachaise a París.